# Панина, Бэлла Леонидовна
Бэлла Леонидовна Панина (род. 9 июля 1965) — российский политический деятель. Депутат Государственной Думы четвёртого созыва (2003—2007).

## Биография
Окончила Московский институт управления им. С.Орджоникидзе.
7 декабря 2003 года была избрана депутатом Государственной Думы ФС РФ четвёртого созыва по общефедеральному списку избирательного объединения «Единая Россия». В Госдуме вошла в состав фракции «Единая Россия». Член Комитета ГД по собственности.
Заместитель директора Департамента инвестиционной политики и развития предпринимательства Минэкономразвития РФ.